# 竹鹽
竹盐（韩语：죽염）是盐的一种，人們在製作竹鹽時将海鹽装在粗大的竹筒里，用松木高温烘烤9次后便能制成竹鹽。这种烘烤方法使海鹽变成了竹鹽。